# Xmarks
Xmarks (ранее Foxmarks) — программа для синхронизации данных между браузерами. Она существовала в виде расширений для Internet Explorer, Google Chrome, Mozilla Firefox и Safari. Компания Xmarks была основана в 2006 году Митчем Капором и приобретена LastPass в декабре 2010.
В апреле 2018 года компания LastPass объявила, что сервис Xmarks будет закрыт 1 мая 2018 года и отметила, что хотела бы сосредоточиться на поддержке своего основного продукта — менеджера паролей LastPass. 1 мая 2018 года сайт Xmarks был отключён, а расширения для браузеров удалены из маркетов.

## Описание
Синхронизатор закладок Xmarks — это расширение для браузеров Mozilla Firefox, Internet Explorer, Google Chrome и Apple Safari (на OS X 10.5 и 10.6), которое синхронизирует закладки между компьютерами, также может синхронизировать пароли, открытые вкладки и историю (только в Firefox). Это было одно из наиболее популярных расширений для Firefox, насчитывающее более 150 тысяч загрузок в неделю и почти 5 миллионов загрузок вообще по состоянию на апрель 2009.
После обновления ядра Firefox, приложение было изъято из списка доступных дополнений из-за несовместимости с новой логикой ядра Firefox.
Проект более не развивается.